# Públio Servílio Casca Longo

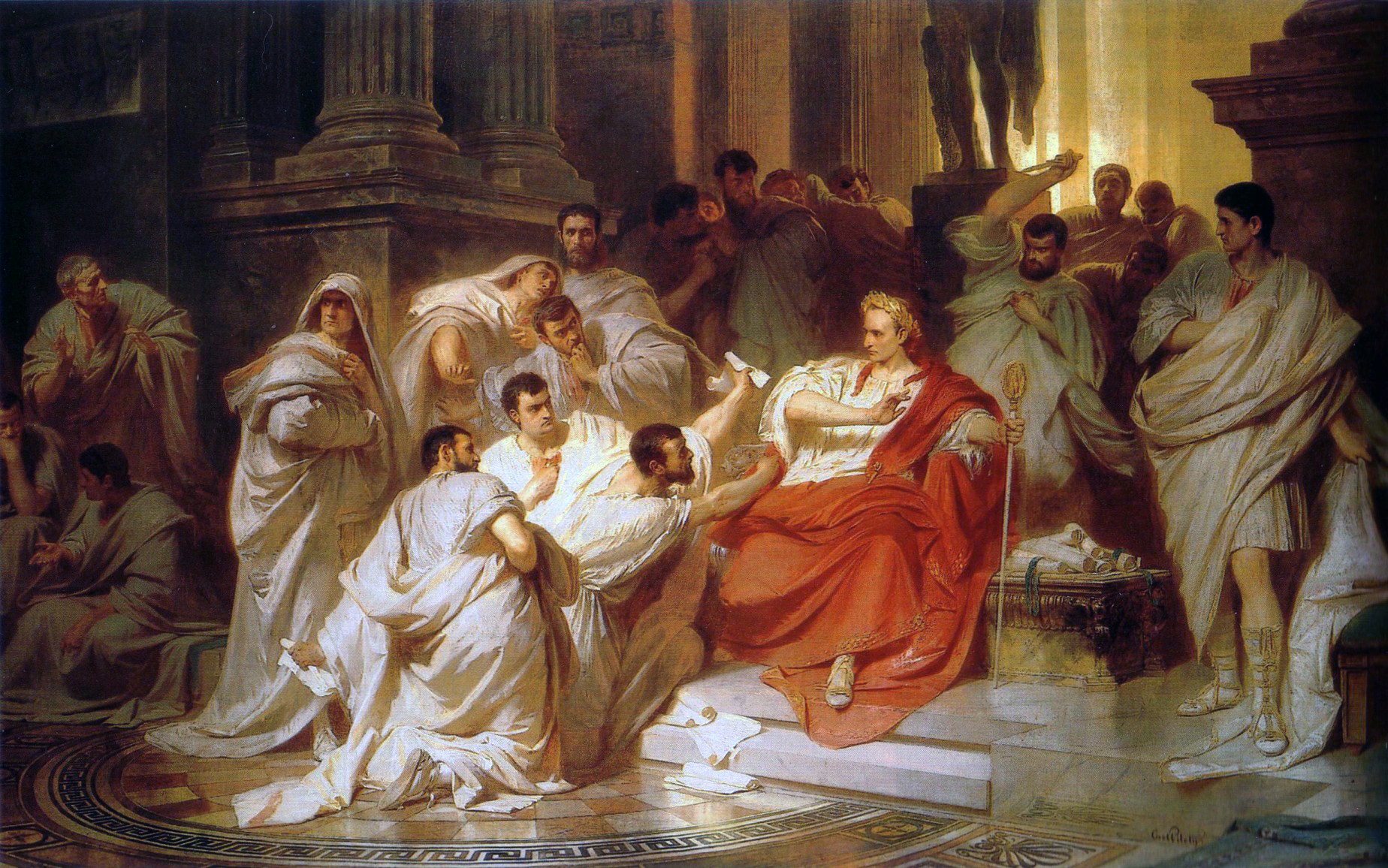
Címber (centro) apresenta a petição e puxa a túnica de César, enquanto Casca atrás se prepara para atacar: pintura de Karl von Piloty.

Públio Servílio Casca Longo (morto c. 42 a.C.) foi um dos assassinos de Júlio César e tribuno da plebe em 43 a.C. Ele e vários outros senadores conspiraram para matá-lo, um plano que executaram em 15 de março de 44 a.C. Posteriormente, Casca lutou com os libertadores durante a guerra civil dos Libertadores. Acredita-se que tenha morrido na Batalha de Filipos por suicídio ou pelas mãos das forças de Otaviano.

## Vida
Apesar de ter sido inicialmente um amigo de infância de César, Casca e seu irmão Titédio participaram do assassinato. Casca desferiu o primeiro golpe, atacando César pelas costas e atingindo seus ombros nus, após Tílio Címber ter distraído o ditador puxando sua toga. César respondeu "Casca, seu vilão, o que está fazendo?" e lutou com ele por vários segundos. Casca simultaneamente gritou para seu irmão em grego: "Irmão, me ajude!" Os outros assassinos então se juntaram.
Em dezembro de 44 a.C., Casca assumiu o cargo de tribuno da plebe. Nenhum distúrbio foi associado à sua posse e ele se aliou a Cícero e à mãe de Bruto, Servília. No entanto, após Otaviano marchar sobre Roma durante a Guerra de Mutina, Casca fugiu da cidade e se juntou a Marco Júnio Bruto e Caio Cássio Longino, os líderes dos assassinos, na guerra civil dos Libertadores contra o Segundo Triunvirato de Antônio, Lépido e Otaviano. Quando ele fugiu da cidade, seu colega, Públio Tício, fez com que o tribunato de Casca fosse revogado. Ele parece ter morrido, provavelmente por suicídio, após sua derrota na Batalha de Filipos, em outubro de 42 a.C. Não há referência a ele em nenhuma das fontes após esta data.
Casca é comemorado em uma moeda junto com Bruto, na qual uma figura barbada é retratada ao lado de seu nome. No entanto, esta parece ser o deus Netuno em vez de um retrato de Casca. Elmley Lovett na Inglaterra é o local onde foi encontrado um tesouro de moedas que incluía um raro denário de prata republicano romano de Bruto com Casca Longo cunhado em uma casa da moeda em movimento com Bruto 43-42 a.C.
Uma casa contendo uma mesa inscrita com seu nome é encontrada em Pompeia.

## Representações dramáticas

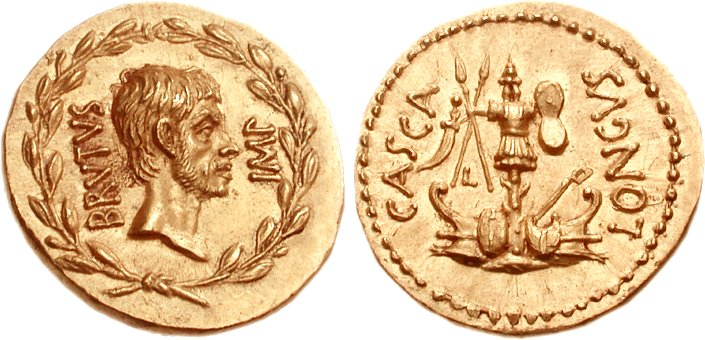
Uma moeda celebrando Casca e Bruto

- Ele é chamado de "invejoso Casca" por Marco Antônio na peça de William Shakespeare Júlio César (1599). Ele também é referido como "obtuso" e tendo uma "maneira azeda". Ele fala em prosa mais frequentemente que os outros personagens que geralmente falam em verso.[9]
  - "Veja que rasgo o invejoso Casca fez". As duas palavras se tornaram o título de um romance de mistério de Georgette Heyer.
- No filme de 1934 Cleópatra, Casca é interpretado por Edwin Maxwell.
- Na produção teatral de 1937–38 do Mercury Theatre César, Públio foi interpretado por Joseph Cotten.
- No filme de 1953 de Júlio César de Shakespeare, Casca é interpretado por Edmond O'Brien.
- No filme de 1963 Cleópatra, Casca é interpretado por Carroll O'Connor.
- No filme de 1970 de Júlio César de Shakespeare, Casca é interpretado por Robert Vaughn.
- Na minissérie de 1999 Cleópatra, Casca é interpretado por David Schofield.
- Na série de TV Roma (2005–07), Casca é interpretado por Peter Gevisser.
- Em uma produção de 2018 do National Theatre no Bridge Theatre, Casca é interpretado por Adjoa Andoh